# Quilessa atrata
Quilessa atrata är en insektsart som beskrevs av Ramos 1957. Quilessa atrata ingår i släktet Quilessa och familjen Kinnaridae. Inga underarter finns listade i Catalogue of Life.